# Boris Gusakow
Boris Wasilijewicz Gusakow, ros. Борис Васильевич Гусаков (ur. 1 stycznia 1938 w Bałaszyce, zm. 27 grudnia 1970 w Nowogrodzie Wielkim) - rosyjski seryjny morderca, zwany Tomilińskim Maniakiem lub Łowcą Studentów (ros. Охотник на студенток). W latach 1964 - 1968 zabił 6 osób w okolicach Moskwy.

## Życiorys
Boris Gusakow pochodził z dysfunkcyjnej rodziny. Jako dziecko miał przejawiać oznaki choroby psychicznej, lecz te były ignorowane. W wieku 3 lat, Gusakow był świadkiem jak w wyniku wybuchu granatu zginęła młoda dziewczyna. Lata później wyznał, że zabijał by ponownie doświadczyć tego, co czuł w tamtym momencie. Po odbyciu służby wojskowej zamieszkał w Moskwie. W 1958 r. ożenił się i urodziła mu się córka, nad którą się znęcał. Gusakow podejmował się różnych prac, głównie jako fotograf, lecz był często zwalniany z powodów dyscyplinarnych.

## Zbrodnie
21 czerwca 1964 r. Gusakow dopuścił się pierwszego morderstwa. Zgwałcił i zabił wtedy 11-letnią dziewczynkę w Parku Tomilińskim. 4 września 1965 r. w tym samym parku zabił drugą ofiarę, przypadkową studentkę. 11 marca 1968 r. Gusakow zgwałcił i pobił na śmierć dwie studentki Moskiewskiego Instytutu Energetycznego. Na miejscu zbrodnii zabezpieczono odciski palców Gusakowa. W kwietniu 1968 r. zgwałcił i zamordował 9-letnią dziewczynkę. W tym samym miesiącu zaatakował parę, mężczyznę ogłuszył, kobietę zaś zabił. Wszystkie ofiary Gusakow zabijał zadając im ciosy tępymi narzędziami.

## Aresztowanie i proces
Gusakow został zatrzymany 16 maja 1968 r. Miało to miejsce po tym, gdy próbował zamordować dwie dziewczynki tasakiem. Niedoszłym ofiarom udało się uciec i powiadomić milicjanta, który aresztował Gusakowa. W trakcie śledztwa przyznał się do popełnienia morderstw. W 1969 r. Boris Gusakow został skazany na karę śmierci przez rozstrzelanie. Wyrok wykonano 27 grudnia 1970 r.